# Ruth Marie Kröger
Ruth Marie Kröger  (geboren am 15. Februar 1976 in Heidelberg) ist eine deutsche Schauspielerin.

## Leben und Werk
Kröger studierte von 1995 bis 1999 Schauspiel an der Hochschule für Musik und Theater Hannover und trat noch während des Studiums im Staatstheater Hannover und am Theater an der Glocksee auf. Von 1999 bis 2001 war sie Ensemblemitglied an den Freien Kammerspielen Magdeburg, 2001 bis 2009 am Schauspiel Frankfurt. Hier spielte sie das Mädchen in Tschechows Platonowin einer Inszenierung von Dimiter Gotscheff (2002), die Ophelia im Hamlet in der Regie von Anselm Weber (2003), die Lolita in einer Florian-Fiedler-Inszenierung (2004) und Gretchen in Jorinde Dröses Urfaust-Interpretation (2006). Weiters stand sie in Stücken von Albert Camus und Mark Ravenhill – inszeniert von Sebastian Baumgarten und Roger Vontobel – auf der Bühne. Anschließend ging sie für vier Jahre ans Schauspiel Köln, spielte dort u. a. Agrippina, Die Kaiserin aus Köln, inszeniert von Suse Wächter (2010) und lernte die Regisseurin Katie Mitchell kennen, die ihr in den Folgejahren zentrale Rollen in Köln, Hamburg, Salzburg und Berlin übertrug.
Kröger war und ist zudem in diversen Film-, Fernseh- und Hörspielproduktionen zu sehen und zu hören. Sie spielte in der Tatort-Folge Bitteres Brot  die Rolle der Lisbeth Kemmerlang, die qualvoll in einem Backofen verbrennt (Regie: Jürgen Bretzinger, 2003). Weiters war sie an Robert Lehnigers innovativem Online-Kurzfilmprojekt apartment666.com (2009) und an Sönke Wortmanns Hochzeitsvideo (2011) beteiligt. Außerdem spielte sie 2018 in der Serie Großstadtrevier eine Nebenrolle.
Ruth Marie Kröger hat zwei Kinder und lebt mit ihrer Familie in Hamburg. Sie ist verheiratet mit dem Schauspieler Michael Weber.

## Rollen (Auswahl)

### Theater (Inszenierungen von Katie Mitchell)
- 2011 Die Wellen – Schauspiel Köln, als Virginia Woolf
- 2012 Die Ringe des Saturn von W. G. Sebald – Schauspiel Köln
- 2012 Reise durch die Nacht nach Friederike Mayröcker – Schauspiel Köln, 2013 auch beim Berliner Theatertreffen und beim Festival d’Avignon
- 2013 Alles Weitere kennen Sie aus dem Kino von Martin Crimp – Deutsches Schauspielhaus in Hamburg, als Sphinx
- 2014 Forbidden Zone von Duncan Macmillan, Uraufführung – Salzburger Festspiele, danach an der Schaubühne am Lehniner Platz in Berlin

### Fernsehen
- 2004: Tatort – Bitteres Brot (Fernsehreihe)
- 2020: Das Geheimnis des Totenwaldes (Fernsehfilm)
- 2021: SOKO Hamburg: Gegen die Zeit (Fernsehserie)
- 2022: SOKO Wismar: Robin (Fernsehserie)
- 2024: Die Kanzlei: Ein tiefer Fall (Fernsehserie)